# Orangeville (Nowy Jork)
Orangeville – miasto w Stanach Zjednoczonych, w stanie Nowy Jork, w hrabstwie Wyoming.